# 針谷順子
針谷 順子（はりがい よりこ、1946年 - ）は、日本の教育学者。高知大学教育学部名誉教授。専門分野は栄養学・調理学・食生態学。食育、食事構成などの研究を行なっている。

## 略歴
- 1978年-女子栄養大学大学院栄養学研究科修士課程修了。  
  - 学位は栄養学博士。
- 2002年-日本栄養改善学会賞を受賞。

## 著書
- 『実物大そのまんま食材カード』
- 『3・1・2弁当箱ダイエット法―自分にぴったりの1食分がひと目でわかる!』
- 『そのまんまお弁当料理カード―組み合わせ自由自在!実物大の料理カード134枚』
- 『食事のコーディネイトのための主食・主菜・副菜料理成分表』
- 『ラテ番図鑑』
- 『実物大・そのまんま3皿でバイキングカード―楽しさ・適量・バランス探し名人!』
- 『やさいパワー調べて食べて元気なからだ』
- 『料理選択型栄養教育〈主食・主菜・副菜論）』